# Ligaria (animal)
Ligaria es un género de mantis de la familia Mantidae.

## Especies
Las especies de este género son:
- Ligaria aberrans
- Ligaria affinis
- Ligaria backlundi
- Ligaria brevicollis
  - Ligaria brevicollis brevicollis
  - Ligaria brevicollis ignota
- Ligaria brevis
- Ligaria chopardi
- Ligaria clara
- Ligaria costalis
- Ligaria culicivora
- Ligaria dentata
- Ligaria denticollis
- Ligaria diabolica
- Ligaria inexpectata
- Ligaria jeanneli
- Ligaria quadrinotata
- Ligaria quadripunctata
- Ligaria senegalensis